# Altes Pfarrhaus Sand

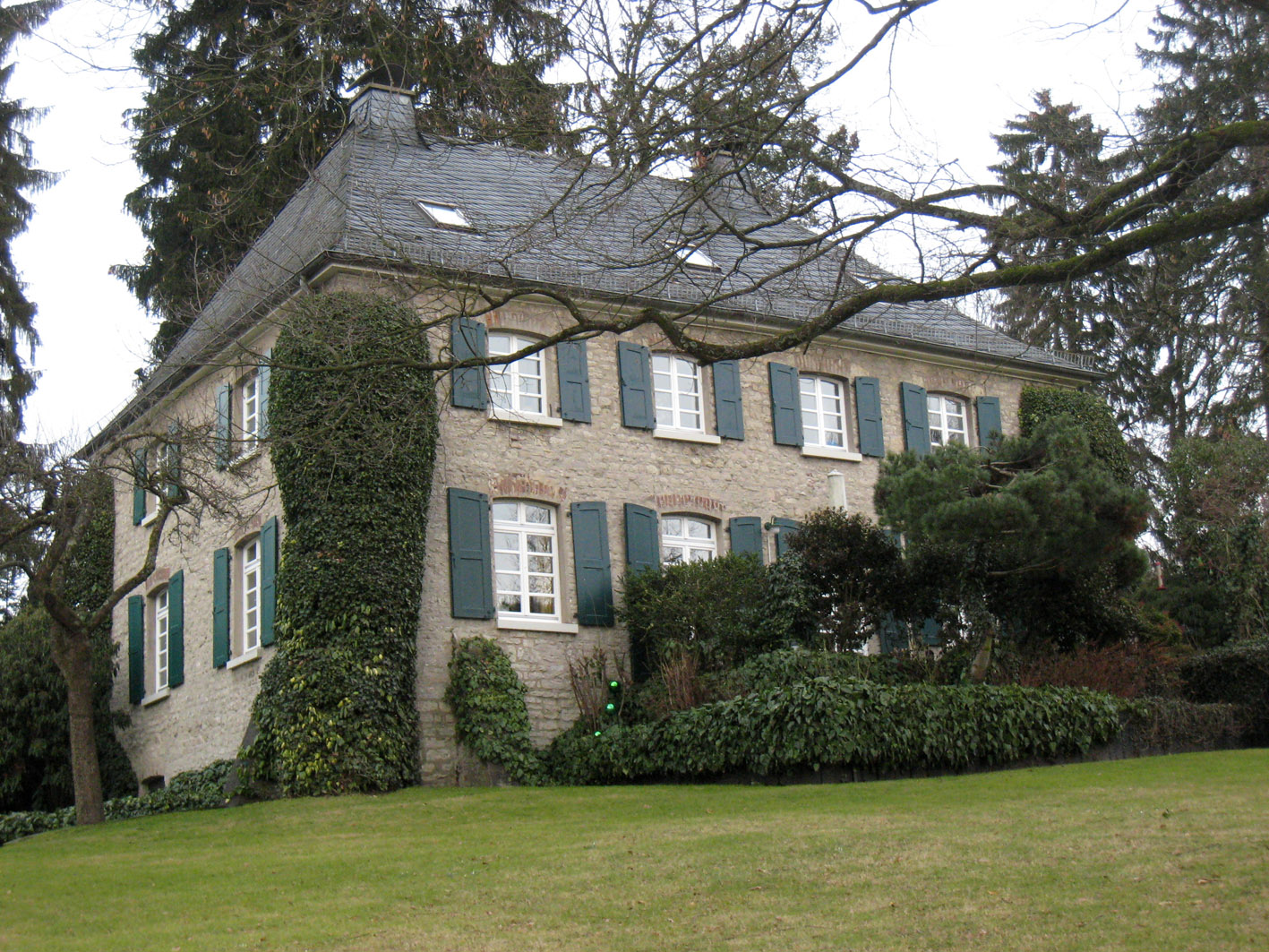
Altes Pfarrhaus Sand

Das Alte Pfarrhaus im Bergisch Gladbacher Stadtteil Sand wurde in den Jahren 1832 und 1833 unter Johann Peter Ommerborn, Pfarrer in Sand von 1826 bis 1837, im klassizistischen Stil erbaut.

## Beschreibung
Das zweigeschossige Pfarrhaus mit den Grundmaßen 14,6 m mal 11 m und einer Wanddicke von 70 cm ist aus Bruchsteinen errichtet. Es ist mit einem Gewölbekeller unterbaut, auf dessen Mittelmauer in Längsachse zwei Kamine errichtet sind, und besitzt ein Schiefer-Walmdach. Da das Haus auf Sand gebaut wurde, musste es in der Mitte des 20. Jahrhunderts hangabwärts mit drei Stützpfeilern gesichert werden.
Die Hauptfront ist gegliedert in fünf Achsen. Links und rechts neben der mittigen Haupteingangstür mit Sandsteinrahmen befinden sich je zwei Sprossenfenster mit Schlagläden. Im Innern ist nur der alte Kachelofen erhalten geblieben.
Im Stichbogen des Türrahmens sind eine Inschrift sowie ein in der Mitte herausgehobenes Relief eines Abendmahlskelchs eingemeißelt. Die Inschrift enthält ein bezüglich des Baujahres falsch abgeändertes Chronogramm. Die deutsche Übersetzung des lateinischen Textes lautet: „Erbaut aus Mitteln des Pfarrers und seiner Gemeinde, J. P. Ommerborn, zurzeit Pastor, 72 Jahre alt.“
Zum Pfarrhaus gehören ein Wirtschaftsgebäude im Fachwerkstil, das ehemals der Unterbringung von Pferden diente, und eine Scheune zur Lagerung von Heu und Hafer sowie zur Unterbringung der Acker- und Gartengeräte.

## Nutzung von damals bis heute
Als Pfarrhaus wurde das Gebäude bis Herbst 1960 genutzt, danach bis Anfang 1973 als Heim der katholischen Pfadfinderinnenschaft St. Georg, Land Köln. Die Gemeinde Sand war einer Abrissempfehlung seitens des Generalvikariats Köln aus Traditionsgründen nicht gefolgt und suchte nach einem Pächter. Vom November 1980 bis Dezember 1981 wurde in Abstimmung mit dem Rheinischen Amt für Denkmalpflege das Haus durch den damaligen Pächter Jürgen Winterscheidt aus Köln umfassend renoviert. Zurzeit befindet es sich in gepflegtem Zustand und wird als Wohnhaus genutzt.

## Baudenkmal
Das Alte Pfarrhaus wurde am 18. Oktober 1983 unter der Nummer 33 in die Liste der Baudenkmäler in Bergisch Gladbach eingetragen.